# Charlotte Sullivan
 Charlotte Sullivan (ur. 21 października 1983 w Toronto) – kanadyjska aktorka filmowa i telewizyjna.

## Filmografia
- 1998: Cień bestii jako Jazz
- 1997: Nie stracić najważniejszego jako Annie French
- 1996: Harriet szpieg jako  Marion Hawthorne
- 1999: The Wrong Girl jako Bridget Fisher
- 2003: Uwierz w miłość jako Elizabeth Gunderson
- 2003: Radiostacja Roscoe jako Judy Douglas
- 2006: 436 mieszkańców jako Courtney
- 2009: Defendor jako Fay Poppington
- 2009: Krzyk sowy jako Sally Nielson
- 2010 - 2015: Nowe gliny jako Gail Peck
- 2013  Kolonia jako Kaj
- 2015: Szpital nadziei jako Elizabeth Grant
- 2016: Chicago Fire jako Anna